# Montessori-Zentrum Hofheim
Das Montessori-Zentrum Hofheim ist ein Zusammenschluss privater Betreuungs- und Bildungseinrichtungen in Hofheim-Marxheim (Taunus). Das Montessori-Kinderhaus wurde 1993 eröffnet. Heute umfasst es eine staatlich anerkannte, integrierte Gesamtschule mit gymnasialer Oberstufe und einem Primarbereich sowie neben dem Kinderhaus eine Betreuungseinrichtung für Unter-Dreijährige. Gelehrt und unterrichtet wird nach der Pädagogik Maria Montessoris.

## Geschichte
Im Jahr 1991 wurde die Montessori Fördergemeinschaft Hofheim e. V. von Eltern gegründet, um Einrichtungen zu etablieren, die die Pädagogik Maria Montessoris näherbringt. Dies geschah nach einem Aufruf im Mai desselben Jahres. Daraufhin wurde beschlossen, einen Kindergarten (Kinderhaus) nach den Prinzipien der Montessori-Pädagogik zu gründen.
Im Jahr 1992 wurde Kontakt mit dem Haus vom guten Hirten am westlichen Marxheimer Stadtrand aufgenommen und letztendlich von diesem die Räumlichkeiten, aber auch ein Teil der Finanzierung bereitgestellt. Am 28. August 1993 wurde das Kinderhaus mit 40 Kindern eröffnet.
Nach anfänglichen Planungen, eine Montessori-Schule am Steinberg (Hofheim) zu bauen, wurden Räumlichkeiten über dem Kinderhaus frei, da die dort ansässige Caritas einen Neubau plante. Somit begann der Schulbetrieb am 15. September 1996 mit 38 Schülern.
Die so bestehende sechs Schuljahre dauernde Grundschule wurde in den folgenden Jahren sukzessive erweitert. Ab 2000 wurde ein weiteres Gebäude vom Haus vom guten Hirten bereitgestellt, in das anschließend die neu gegründete Sekundarstufe I (Klasse 7–10) einzog. Erste Haupt- und Realschulprüfungen wurden im Jahr 2001 abgenommen.
Ein weiterer Ausbau fand ab 2008 statt, da hier die Etablierung der gymnasialen Oberstufe begann. Gleichzeitig wurde, um für die nötigen Räumlichkeiten zu sorgen, ein Neubau auf dem Schulgelände errichtet, der im Jahr 2010 fertiggestellt wurde und nicht nur die Klassenräume der neuen Oberstufe, sondern auch Seminar- und Fachräume beinhaltet. Ein Jahr später wurde das erste Abitur abgenommen. Somit ist die Schule die einzige Montessori-Schule im Bundesland Hessen, die eine durchgehende Beschulung bis zum Abitur anbietet.
Im Jahr 2013 wurde ein weiterer Neubau fertiggestellt, in dem eine Kinderbetreuung für Kleinkinder von elf Monaten bis drei Jahren einzog. Seitdem kann der Bildungsweg vom Elementarbereich bis in die Sekundarstufe II am Montessori-Zentrum Hofheim absolviert werden.
Die gymnasiale Oberstufe wurde im Jahr 2022 erweitert, sodass mehr Schüler dort ihr Abitur absolvieren können.
Im Februar 2024 wurde die langjährige Schulleiterin Ulrike Molter-Nawrath durch Diana Dimitrov ersetzt.

## Gelände

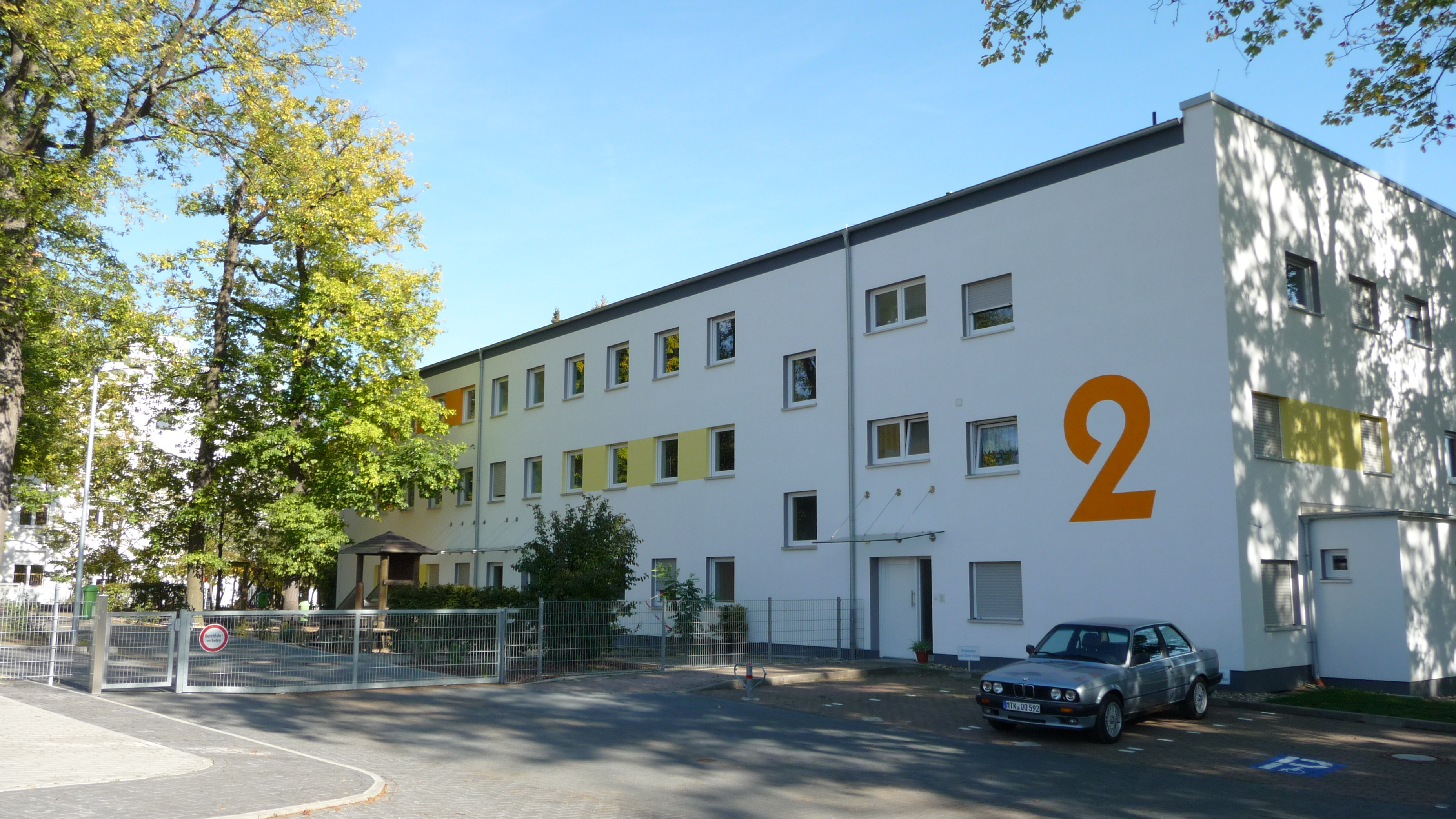
Haus 2 (2011)

Das Zentrum liegt am westlichen Stadtrand von Hofheim-Marxheim (Taunus) in unmittelbarer Nähe des Waldes. Es ist 14.000 m² groß und von den Schwestern vom Guten Hirten in Erbpacht genommen.
Die vier Haupthäuser des Zentrums beinhalten folgende Einrichtungen:
- Haus 1 beherbergt das Kinderhaus sowie die Primarstufen (1.–6. Klasse). Im Anbau befindet sich die Betreuung für Unter-Dreijährige

- Haus 2 beherbergt die Sekundarstufe I[8] (7.–10. Klasse) sowie die Nachmittagsbetreuung für Schüler aus den Primarstufen

- Haus 3 beherbergt die Verwaltung, das Sekretariat, die Schulbibliothek sowie die Mensa

- Haus 4 beherbergt die Sekundarstufe II (11.–13. Klasse) sowie Fach- und Seminarräume.

Des Weiteren besteht das Gelände aus einer Werkstatt, einem größeren und einem kleineren Pausenhof sowie einem großen Parkplatz für die Allgemeinheit, einem kleineren für das Personal und einer Ansammlung von Abstell- und Sicherungsmöglichkeiten für Fahrräder.

## Weblinks

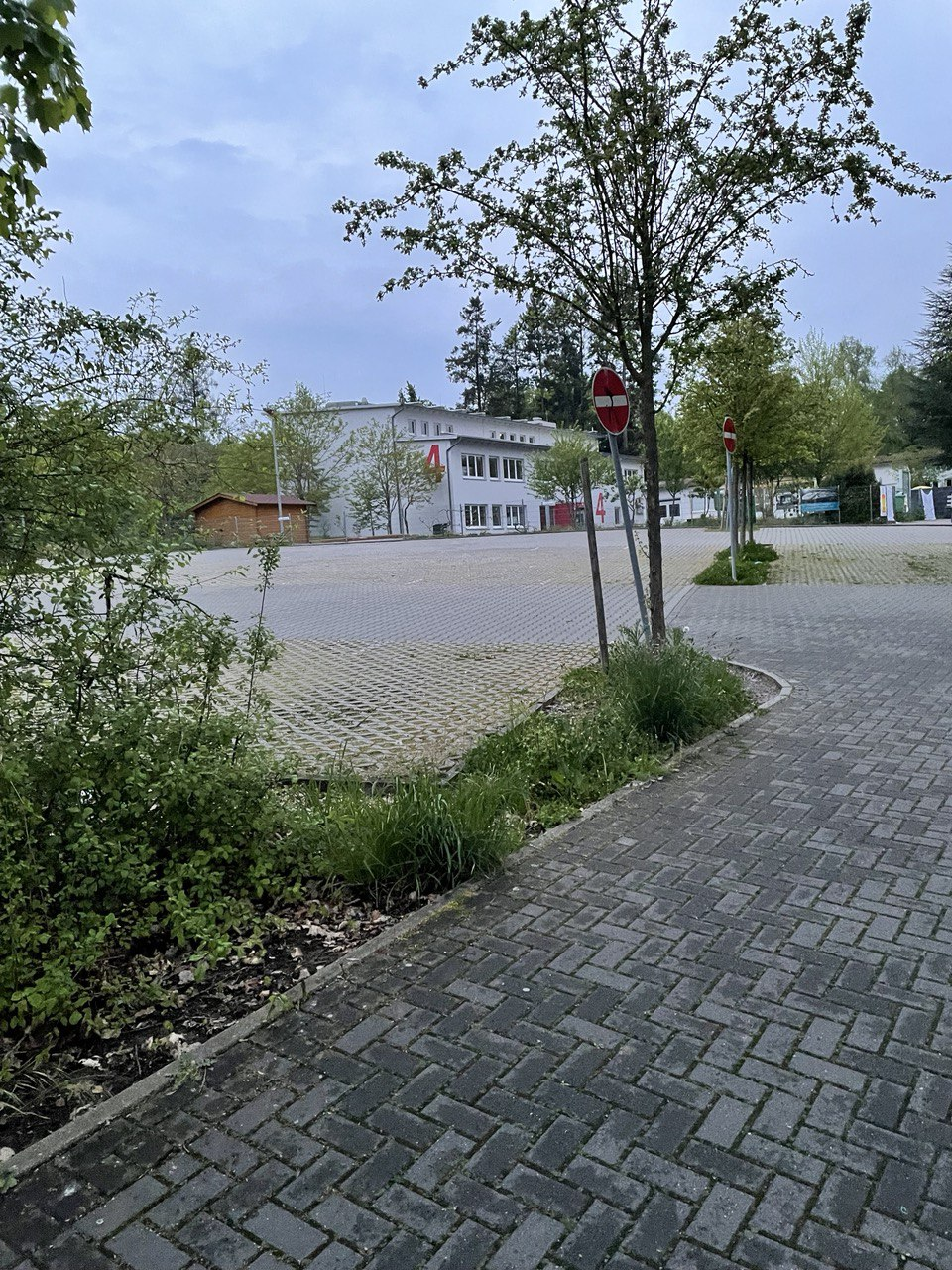
Parkplatz der Schule mit Haus 4 im Hintergrund (2022)